# ミシュコルツ
ミシュコルツ（ハンガリー語:Miskolc、スロバキア語:Miškovec）は、ハンガリーの都市。ボルショド・アバウーイ・ゼムプレーン県の県都。近郊のゼンプレーン山麓で生産されるトカイワインが世界的に知られている。人口の約95％はマジャル人であり、約2％ほどロマ人が居住する。

## 地勢・産業
ブダペシュト、デブレツェンと並ぶ、ハンガリー有数の工業都市。製鉄、機械工業などの重工業が盛んなほか、皮革製品や磁器なども生産されている。トカイワインの生産も盛んで各国へ輸出される。ソヨ川とシンバ川の合流点近くに位置しており、中世より物流の中心地として重要な役割を果たした。1949年に創設されたミシュコルツ大学があり、多くの学生も居住する。近隣の都市としては、約40キロ南西のエゲルなどが挙げられる。スロヴァキア国境にも近く、75キロ北東にはコシツェ（スロヴァキア領）が位置している。

## 歴史

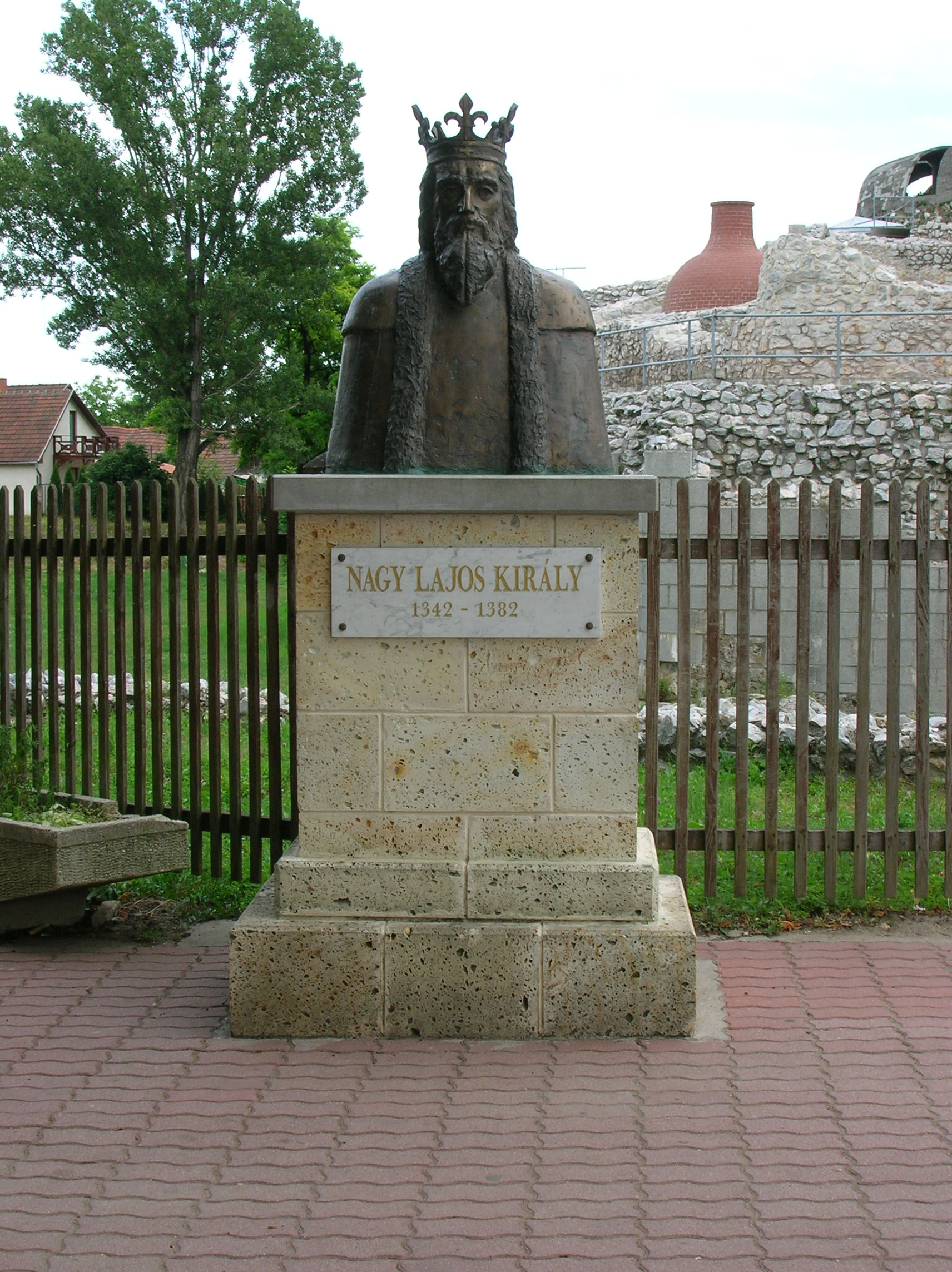
ラヨシュ1世の像

古代においては、ケルト人が「Cotinus」と称される集落を築いた記録が残されている。中世になると、10世紀までにマジャル人が定住して集落を形成した。13世紀、一時モンゴルの征服を受けた。1365年、ハンガリー王ラヨシュ1世によって市場特権が認められ、交易拠点として発展を遂げた。また、同王のもとで近隣のディオーシュジュール（現在はミシュコルツ内の一地域）に城塞が築かれ、その後歴代の王によって増築された。17世紀よりオスマン帝国の支配下におかれるが、その後ハプスブルク家の支配下に入った。この頃に市庁舎・学校・教会・シナゴーグなどが建てられ、街の発展が進んだ。

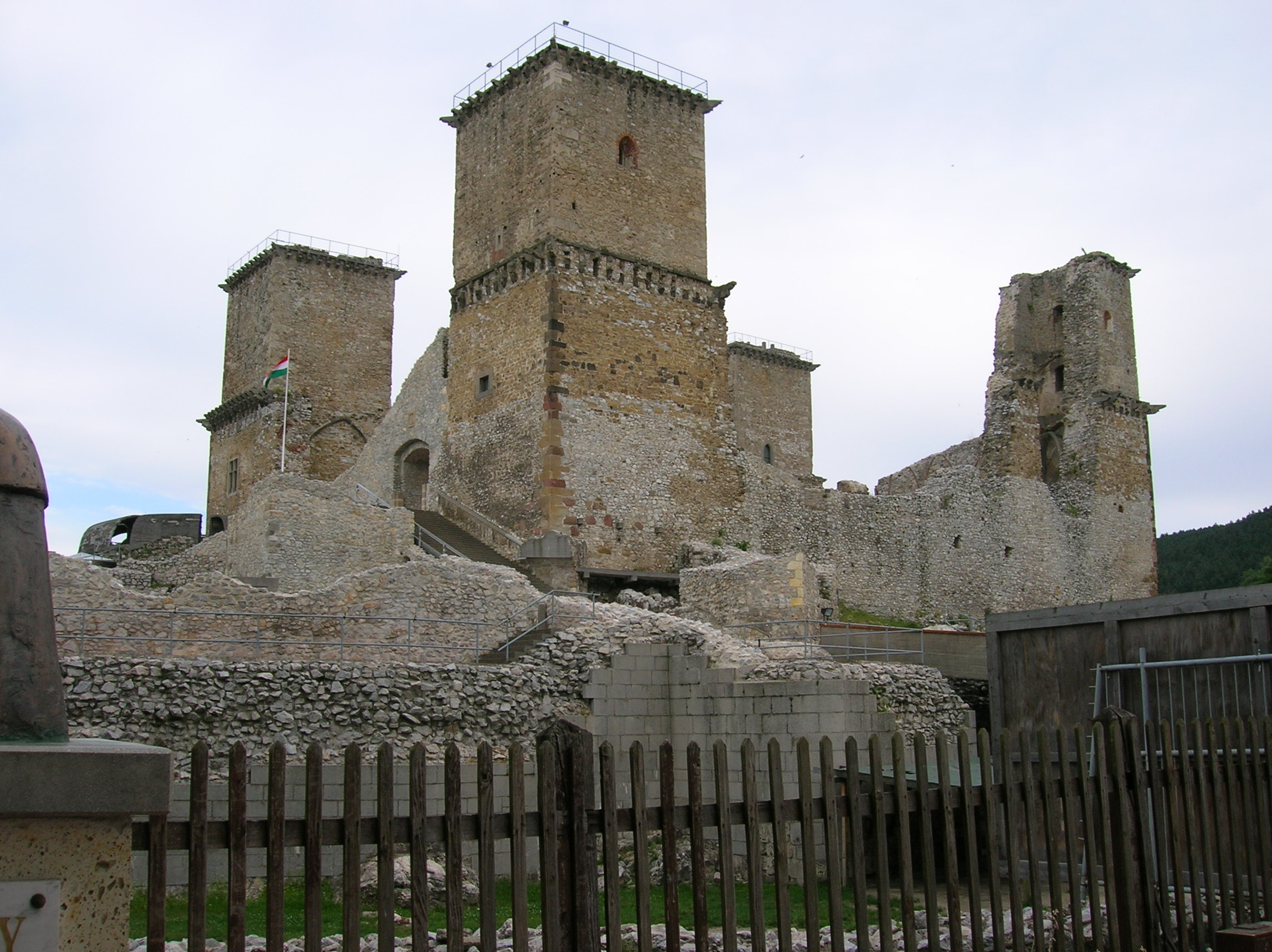
ディオーシュジュール城

19世紀よりボルショド炭田などの豊富な地下資源に支えられて工業化が進んだ。アウスグライヒ後まもなく、ミシュコルツとブダペシュトを結ぶ鉄道も開通したことは、街の工業化を促進させた。1873年にはコレラの大流行、1878年には大洪水によって多くの死者がでたほか、いくつかの建造物が失われた。しかしながら、まもなく街は復興し建造物も再建された。
1920年、オーストリアから分離したハンガリーは、敗戦国としてトリアノン条約を受け入れた。これにより、これまで支配していたスロヴァキアが新国家チェコスロヴァキアに帰属することを受け入れた。これにより、これまでハンガリー北東部の中心都市であったコシツェがチェコスロヴァキア領になったため、より一層ハンガリー北東部におけるミシュコルツの役割が増大した。こうした状況は、第二次世界大戦後の共産党政権下でも変わらなかった。1989年の東欧革命を経て現在に至るまで、引き続きミシュコルツはハンガリー有数の工業都市としての地位を保っている。

## 観光
- ミシュコルツタポルツァ（郊外にある公園。温泉施設もあり、洞穴温泉が有名。）
- ディオーシュジュール城（14世紀にラヨシュ1世によって建てられた城塞。）
- ヘルマン・オットー博物館

## 交通

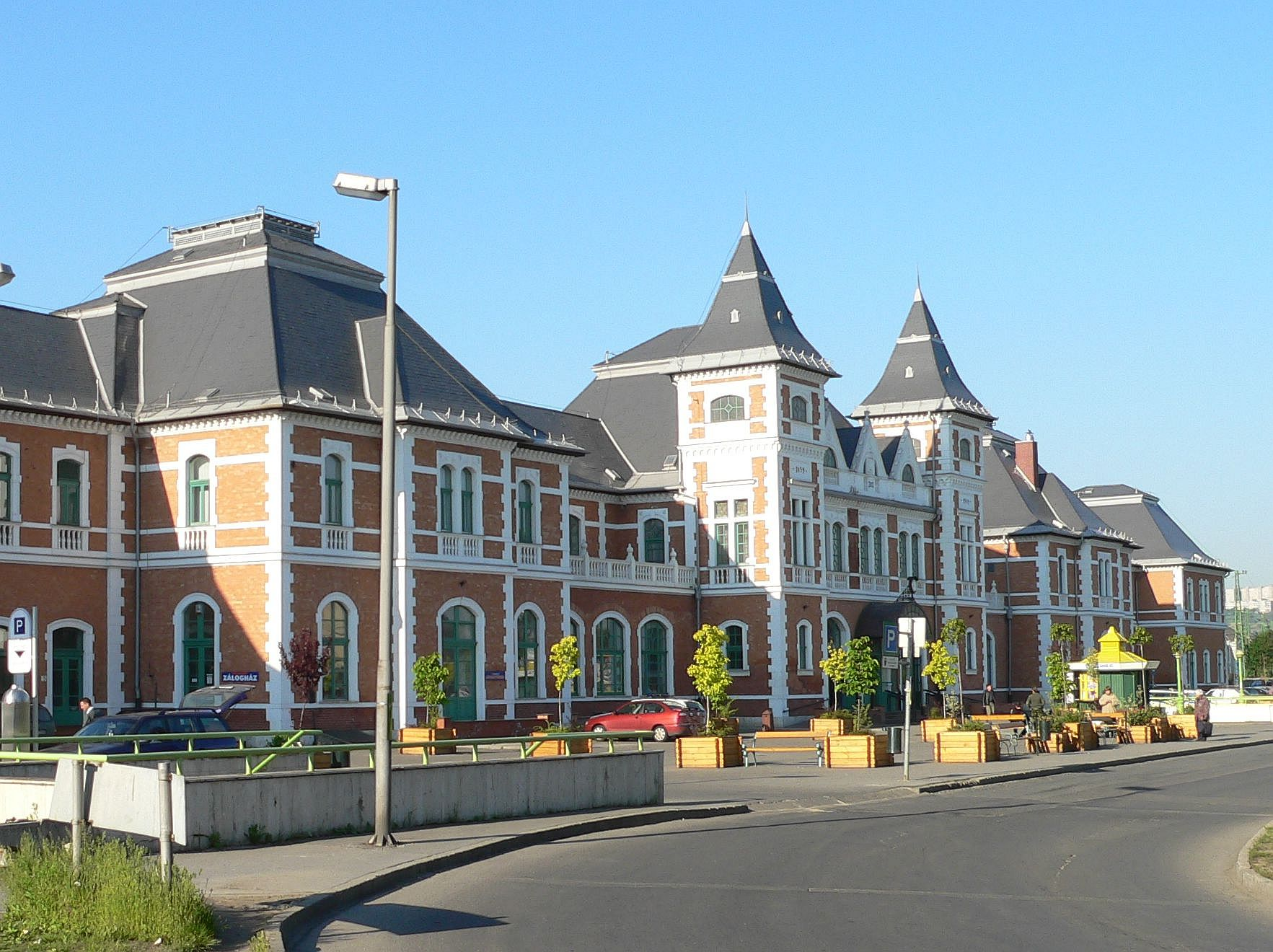
ミシュコルツ・ティサ駅

ミシュコルツ・ティサ駅が、ハンガリー北東部における鉄道交通の要である。（ミシュコルツ・ゲメリ駅もあるが、こちらは規模の小さな駅。）ティサ駅からブダペシュトまでICで2時間程度である。また、スロヴァキアのコシツェまで約2時間半程度で達する。市内とその近郊を2路線のトラムと45路線のバスが運行しており、現地住民や観光客の足として重要な役割を果たしている。トラムは既に1897年より開通しており（ミシュコルツ市電）、1903年には路線バス網が形成され始めた。

## スポーツ
ディオーシュジェーリVTKが、ミシュコルツを本拠地とするサッカークラブ。DVTKスタジアムをホームグラウンドとする。ハンガリー1部リーグに在籍している。1977年と1980年にカップ戦で優勝を果たした。

## 主要な出身者
- フェレンツィ・シャーンドル（精神分析）
- エメリック・プレスバーガー（脚本家）
- ジュラ・ボルベーイ（指揮者）
- マテ・カマラス（歌手、ミュージカル俳優）
- フスティ・サボルチ（サッカー選手）
- サボー・レーリンツ（詩人）

## 姉妹都市
- アシャッフェンブルク（ドイツ）
- クリーブランド（アメリカ合衆国オハイオ州）
- カトヴィツェ（ポーランド）
- コシツェ（スロヴァキア）
- オストラヴァ（チェコ）
- タンペレ（フィンランド）
- ヴォログダ（ロシア）
- ブルガス（ブルガリア）